# 小松インターチェンジ
小松インターチェンジ（こまつインターチェンジ）は、石川県小松市長崎町にある北陸自動車道のインターチェンジである。

## 歴史
- 1972年（昭和47年）10月18日 - 北陸自動車道の金沢西IC - 当IC間が開通[1][2][5][6]、供用開始[1][3][5]。
- 1973年（昭和48年）10月17日 - 当IC - 丸岡IC間が開通[1][5][6][7]。

## 道路
- E8 北陸自動車道（14番）
- 接続する道路：石川県道25号金沢美川小松線[3]

## 料金所
- ブース数：6

### 入口
- ブース数：2
  - ETC専用：1
  - ETC・一般：1

### 出口
- ブース数：4
  - ETC専用：1
  - ETC・一般：1
  - 一般：2

## 周辺
- 小松空港[8]
- 安宅の関[8]
- 安宅住吉神社
- 石川県立航空プラザ

## 小松バスストップ
小松バスストップ（こまつバスストップ）は、IC内の入口・出口料金所の間に設置されている高速バス停留所。下記の路線が停車する。
- 北陸道ハイウェイバス（名古屋方面）[9]
- 北陸道青春昼特急大阪号、百万石ドリーム大阪号、青春北陸ドリーム号（京都・大阪方面）[10]
- 北日本観光自動車京都・大阪特急線、近鉄バス金沢特急線[11]
- 北鉄加賀バス安宅線（一般道側、小松駅方面）[12]

2008年（平成20年）までは松任海浜公園バスストップ同様、パークアンドライドが可能であったが、2009年（平成21年）以降2024年時点でも、小松IC内の駐車場はバス利用者の送迎等での一時利用しか認められていない。

## 隣
E8 北陸自動車道
(13)片山津IC - (13-1)安宅PA/スマートIC - (14)小松IC - (14-1)能美根上スマートIC - (15)美川IC